# Espiye
Espiye là một huyện thuộc tỉnh Giresun, Thổ Nhĩ Kỳ. Huyện có diện tích 161 km² và dân số thời điểm năm 2007 là 31075 người, mật độ 193 người/km².